# 龎均
龎均（1936年—），男，籍貫江蘇常熟，生於上海，臺灣畫家，專長油畫。曾任香港中文大學校外進修部暨香港浸會學院音樂美術系美術教師、國立臺灣藝術大學視覺傳達設計系教授、常熟高等專科學校藝術系客座教授，他的父親是中國現代美術團體「決瀾社」發起人之一龎薰琹，他的女兒龎銚也是專業藝術家。

## 生平
1936年8月8日出生於中華民國上海市。父親龎薰琹早年赴法學習油畫，歸國後與倪貽德組織現代美術團體「決瀾社」，畢生致力於工藝美術教育；母親丘堤才華橫溢，曾負笈東京進修油畫，伉儷二人皆是馳名中國現代藝壇的油畫家。
1949年，考入國立杭州藝術專科學校，成為當時最年輕的大學生，受教於顏文樑、林風眠等畫家。同年中華人民共和國建國。 
1953年，轉入北京中央美術學院，師承徐悲鴻、吳作人等前輩，並接受法國學院派的紮實訓練。
1954年畢業後，先後於北京市美術公司、北京畫院等處擔任創作工作。
1959年，《工地洗衣組》入圍「建國十周年北京市美展」，現收藏於北京中國美術館。
1972年，與油畫家籍虹在中國北京市結婚。
1973年，女兒龎瑤（銚）於北京市出生。
1978年，龎均與閻振鐸等人籌辦一場小型的「風景寫生展」，此為1949年以來首個非官辦展覽；隔年的「新春畫展」規模更甚，吸引各界人士參觀，其後更掀起「北京油畫研究會」、「星星畫會」等美術界在野運動之波瀾。
1980年，移居英屬香港，於香港中文大學、香港浸會學院等校開辦素描、水彩及油畫課程。
1987年，偕妻女定居臺灣，並任教於國立藝術專科學校（今國立臺灣藝術大學），期間完成四本油畫技法著作。
1997年，作品《傣族少女》獲高雄市立美術館典藏。
2000年，獲聘常熟高等專科學校藝術系的客座教授，至2003年。
2007年，自國立臺灣藝術大學退休。
2008年，獲邀於北京中國美術館與國立歷史博物館舉辦「龎均的油畫藝術」展

## 家庭
妻子籍虹，油畫家，為中華民國立法委員張子揚之女。
女兒龎銚，畫家，旅遊生活頻道節目《龐銚敲敲門》的主持人。

## 著作
- 《油畫技法哲學》（台北：藝術家出版社，1988初版｜2013再版）ISBN 978-986-282-107-7
- 《繪畫寫生哲學論》（台北：藝術家出版社，1999初版｜2015再版）ISBN 978-986-282-147-3
- 《油畫技法創新論》（台北：藝術家出版社，2001初版｜2015再版）ISBN 978-986-282-146-6
- 《油畫論》（上海：人民美術出版社，2007）ISBN 978-7-102-04106-3
- 《龎均論油畫技法與創新》（四川：四川美術出版社，2019）ISBN 978-754-108-624-3

## 外部連結
- 龎均文獻庫 （页面存档备份，存于）
- 書籍作品《龎均 Pang Jiun 70》 （页面存档备份，存于）
- 定居台灣的油畫家龎 （页面存档备份，存于）
- 龎均油畫藝術